# Dickinson (Texas)
Dickinson es una ciudad ubicada en el condado de Galveston en el estado estadounidense de Texas. En el Censo de 2010 tenía una población de 18.680 habitantes y una densidad poblacional de 701,94 personas por km².

## Geografía
Dickinson se encuentra ubicada en las coordenadas 29°27′4″N 95°3′22″O / 29.45111, -95.05611. Según la Oficina del Censo de los Estados Unidos, Dickinson tiene una superficie total de 26.61 km², de la cual 25.56 km² corresponden a tierra firme y (3.95%) 1.05 km² es agua.

## Demografía
Según el censo de 2010, había 18.680 personas residiendo en Dickinson. La densidad de población era de 701,94 hab./km². De los 18.680 habitantes, Dickinson estaba compuesto por el 70.5% blancos, el 11.5% eran afroamericanos, el 0.55% eran amerindios, el 1.95% eran asiáticos, el 0.05% eran isleños del Pacífico, el 12.48% eran de otras razas y el 2.98% pertenecían a dos o más razas. Del total de la población el 32.69% eran hispanos o latinos de cualquier raza.

## Educación
El Distrito Escolar Independiente de Dickinson gestiona escuelas públicas.